# 인세봉
인세봉(印世鳳, 1892년 8월 3일 ~ 1965년 4월 1일)은 대한민국의 독립운동가이다. 본관은 교동(喬桐)이고 호(號)는 최포(催捕)이다.

## 생애
인세봉은 경기도 수원(水原)에서 출생하였고 1905년 충청남도 천안(天安)에 이주하였다. 1919년 3월 29일 충청남도 천안군 천안읍 장날에 전개된 대한 독립 만세운동에 적극적으로 참여하였고 이 때 인세봉은 이문현(李文鉉)·허병(許炳)·최오득(崔五得)과 함께 만세 운동을 주도하였다. 이들은 거사일 오후 2시 무렵, 천안읍내 향리 시장 곳곳을 돌아다니면서 군중에게 대한 독립 만세를 부르도록 독려하였다. 결국 이 사건으로 인하여 1919년 6월 12일 대전고등법원에서 소위 보안법 위반으로 징역 1년 6개월형을 선고받고 1920년 9월 복역을 마쳤다.
이후 1922년에서 1925년까지 한국독립당 초급행정위원을 지냈고 1925년에서 1932년까지 한국독립당 자치행정특보위원을 지냈으며 이후 1945년 조선 광복 때까지 야인의 시기를 지내다가 1946년에서 1957년까지 한국독립당 상임행정위원을 지냈다.

## 사후
- 대한민국 정부는 고인의 공훈을 기리고자 2003년 3월 1일, 대한민국 건국훈장 애족장을 추서하였다.